# Йорген Расмуссен (футболіст, 1937)
Йорген Расмуссен (дан. Jørgen Rasmussen, нар. 19 лютого 1937, Ринге) — данський футболіст, що грав на позиції нападника.
Виступав, зокрема, за клуб «Болдклуббен 1913», а також національну збірну Данії.

## Клубна кар'єра
У дорослому футболі дебютував 1960 року виступами за команду «Болдклуббен 1913», кольори якої і захищав протягом усієї своєї кар'єри гравця, що тривала десять років. 

## Виступи за збірну
У 1964 році дебютував в офіційних матчах у складі національної збірної Данії.
У складі збірної був учасником чемпіонату Європи 1964 року у Франції.
Загалом протягом кар'єри в національній команді, яка тривала 1 рік, провів у її формі 1 матч, забивши 1 гол.